# Michaela Dorfmeister
Michaela Dorfmeister (Vienna, 25 marzo 1973) è un'ex sciatrice alpina austriaca.
Per un decennio, tra la fine degli anni 1990 e la metà degli anni 2000, è stata una delle protagoniste assolute del Circo bianco; nel suo palmarès vanta fra l'altro due titoli olimpici (nella discesa libera e nel supergigante a Torino 2006), due iridati (nella discesa libera a Sankt Anton am Arlberg 2001 e nel supergigante a Sankt Moritz 2003), una Coppa del Mondo generale e cinque di specialità.

## Biografia

### Stagioni 1990-1997
Originaria di Neusiedl di Waidmannsfeld, Michaela Dorfmeister esordì nel Circo bianco ai Mondiali juniores di Zinal del 1990. In Coppa del Mondo ottenne i suoi primi punti il 21 dicembre 1991 a Serre Chevalier, piazzandosi 26ª nella discesa libera vinta dall'austriaca Petra Kronberger, e il primo podio il 16 dicembre 1995, quando vinse la discesa libera di Sankt Anton am Arlberg davanti alle connazionali Alexandra Meissnitzer e Renate Götschl.
Esordì ai Campionati mondiali a Sierra Nevada 1996, dove si classificò 11ª nella discesa libera, 29ª nel supergigante, 9ª nello slalom gigante e 12ª nella combinata. L'anno dopo, nella rassegna iridata di Sestriere, si piazzò 16ª nella discesa libera, 8ª nel supergigante, 17ª nello slalom gigante e nuovamente 12ª nella combinata. Ai XVIII Giochi olimpici invernali di Nagano 1998, sua prima presenza olimpica, si meritò la medaglia d'argento nel supergigante - preceduta soltanto dalla statunitense Picabo Street -, si classificò 18ª nella discesa libera e non completò la combinata.

### Stagioni 1999-2001
Ai Mondiali di Vail/Beaver Creek 1999 conquistò la medaglia d'argento nella discesa libera e quella di bronzo nel supergigante, mentre nella combinata fu 6ª; nella stessa stagione in Coppa del Mondo, dopo aver ottenuto sette podi con una vittoria, si piazzò al 2º posto nella classifica di supergigante (superata dalla Meissnitzer di 86 punti), al 3º in quella di discesa libera e al 6º in quella generale.
Nel 1999-2000 si aggiudicò la sua prima Coppa del Mondo di slalom gigante, con 82 punti in più della svizzera Sonja Nef, mentre fu 2ª nella classifica generale, sopravanzata dalla Götschl di 325 punti, e 3ª in quella di discesa libera; i suoi podi stagionali furono nove, con cinque vittorie. Nel 2001 ai Mondiali di Sankt Anton am Arlberg conquistò la medaglia d'oro nella discesa libera e si classificò 24ª nel supergigante e 8ª nello slalom gigante; quell'anno in Coppa del Mondo i suoi podi furono quattro (due le vittorie) e si piazzò 3ª nella classifica di supergigante e 5ª in quella generale.

### Stagioni 2002-2003
Ai XIX Giochi olimpici invernali di Salt Lake City 2002 si classificò 9ª nella discesa libera, 6ª nel supergigante, 4ª nello slalom gigante e 5ª nella combinata, ma la sua stagione fu contraddistinta dal trionfo nella classifica generale di Coppa del Mondo: grazie anche a dieci podi (cinque le vittorie) superò a fine annata la Götschl di 240 punti e fu anche 2ª nella classifica di discesa libera (battuta dall'italiana Isolde Kostner di 99 punti), 2ª in quella di slalom gigante (con 80 punti in meno della Nef) e 3ª in quella di supergigante.
Nella stagione seguente incrementò il proprio palmarès vincendo la medaglia d'oro nel supergigante ai Mondiali di Sankt Moritz, dove fu anche 12ª nella discesa libera e 4ª nello slalom gigante, e la sua prima Coppa del Mondo di discesa libera, superando la Götschl di 4 punti; in classifica generale fu 4ª e i suoi podi quell'anno furono sei (due le vittorie).

### Stagioni 2004-2006
Nel 2003-2004 in Coppa del Mondo ottenne il 3º posto nella classifica di supergigante e otto podi (ma nessuna vittoria), mentre il 2004-2005 fu caratterizzato dalla vittoria della sua prima coppa di cristallo in supergigante, con 77 punti in più della Götschl, dal 3º posto nella classifica di discesa libera, dal 4º in quella generale (con sei podi e cinque vittorie) e dalla partecipazione ai Mondiali di Bormio/Santa Caterina Valfurva, sua ultima presenza iridata, dove tuttavia non completò nessuna delle tre gare disputate (discesa libera, supergigante e slalom gigante).
Fu nel 2006, anno che rappresentò anche la sua ultima stagione agonistica, che l'atleta raggiunse l'apice della carriera. Ai XX Giochi olimpici invernali di Torino 2006, sulla pista di San Sicario, riuscì a vincere la medaglia d'oro sia nella discesa libera sia nel supergigante; inoltre vinse altre due coppe di specialità, nella discesa libera (con 88 punti in più della statunitense Lindsey Vonn) e nel supergigante (superando la Meissnitzer di 189 punti), e si piazzò al 3º posto in classifica generale di Coppa del Mondo, con dodici podi e quattro vittorie: l'ultimo successo della sua carriera nel massimo circuito internazionale fu quello ottenuto il 3 marzo a Lillehammer Hafjell in supergigante e l'ultimo podio il 2º posto nel supergigante delle finali a Åre, il 16 marzo. Si congedò dalle competizioni due giorni dopo con il 13º posto ottenuto nello slalom gigante di Coppa del Mondo disputato nella medesima località.

## Palmarès

### Olimpiadi
- 3 medaglie:
  - 2 ori (discesa libera, supergigante a Torino 2006)
  - 1 argento (supergigante a Nagano 1998)

### Mondiali
- 4 medaglie:
  - 2 ori (discesa libera a Sankt Anton am Arlberg 2001; supergigante a Sankt Moritz 2003)
  - 1 argento (discesa libera a Vail/Beaver Creek 1999)
  - 1 bronzo (supergigante a Vail/Beaver Creek 1999)

### Coppa del Mondo
- Vincitrice della Coppa del Mondo nel 2002
- Vincitrice della Coppa del Mondo di discesa libera nel 2003 e nel 2006
- Vincitrice della Coppa del Mondo di supergigante nel 2005 e nel 2006
- Vincitrice della Coppa del Mondo di slalom gigante nel 2000
- 64 podi:
  - 25 vittorie
  - 16 secondi posti
  - 23 terzi posti

#### Coppa del Mondo - vittorie
| Data             | Località                | Paese       | Specialità |
| ---------------- | ----------------------- | ----------- | ---------- |
| 16 dicembre 1995 | Sankt Anton am Arlberg  | Austria     | DH         |
| 6 marzo 1999     | Sankt Moritz            | Svizzera    | SG         |
| 4 dicembre 1999  | Serre Chevalier         | Francia     | GS         |
| 9 dicembre 1999  | Val-d'Isère             | Francia     | GS         |
| 5 gennaio 2000   | Maribor                 | Slovenia    | GS         |
| 8 gennaio 2000   | Berchtesgaden           | Germania    | GS         |
| 11 febbraio 2000 | Santa Caterina Valfurva | Italia      | SG         |
| 24 novembre 2000 | Aspen                   | Stati Uniti | SG         |
| 9 dicembre 2000  | Sestriere               | Italia      | GS         |
| 27 ottobre 2001  | Sölden                  | Austria     | GS         |
| 19 gennaio 2002  | Berchtesgaden           | Germania    | GS         |
| 31 gennaio 2002  | Åre                     | Svezia      | GS         |
| 6 marzo 2002     | Altenmarkt-Zauchensee   | Austria     | DH         |
| 7 marzo 2002     | Altenmarkt-Zauchensee   | Austria     | SG         |
| 21 dicembre 2002 | Lenzerheide             | Svizzera    | DH         |
| 1º marzo 2003    | Innsbruck               | Austria     | DH         |
| 5 dicembre 2004  | Lake Louise             | Canada      | SG         |
| 6 gennaio 2005   | Santa Caterina Valfurva | Italia      | DH         |
| 16 gennaio 2005  | Cortina d'Ampezzo       | Italia      | DH         |
| 19 febbraio 2005 | Åre                     | Svezia      | SG         |
| 11 marzo 2005    | Lenzerheide             | Svizzera    | SG         |
| 18 dicembre 2005 | Val-d'Isère             | Francia     | SG         |
| 20 gennaio 2006  | Sankt Moritz            | Svizzera    | SG         |
| 21 gennaio 2006  | Sankt Moritz            | Svizzera    | DH         |
| 3 marzo 2006     | Lillehammer Hafjell     | Norvegia    | SG         |

Legenda:

DH = discesa libera

SG = supergigante

GS = slalom gigante

### Coppa Europa
- Miglior piazzamento in classifica generale: 5ª nel 1991
- 1 podio (dati parziali, dalla stagione 1994-1995):
  - 1 vittoria

#### Coppa Europa - vittorie
| Data            | Località  | Paese    | Specialità |
| --------------- | --------- | -------- | ---------- |
| 2 febbraio 1995 | Schönried | Svizzera | SG         |

Legenda:

SG = supergigante

### Nor-Am Cup
- Miglior piazzamento in classifica generale: 23ª nel 2001
- 2 podi:
  - 1 vittoria
  - 1 secondo posto

#### Nor-Am Cup - vittorie
| Data          | Località  | Paese       | Specialità |
| ------------- | --------- | ----------- | ---------- |
| 18 marzo 2001 | Snowbasin | Stati Uniti | DH         |

Legenda:

DH = discesa libera

### South American Cup
- Miglior piazzamento in classifica generale: 13ª nel 2002
- 2 podi:
  - 1 vittoria
  - 1 secondo posto

#### South American Cup - vittorie
| Data           | Località | Paese | Specialità |
| -------------- | -------- | ----- | ---------- |
| 23 agosto 2001 | La Parva | Cile  | DH         |

Legenda:

DH = discesa libera

### Campionati austriaci
- 18 medaglie[1]:
  - 7 ori (supergigante nel 1990; slalom gigante nel 1995; discesa libera, supergigante, combinata nel 1996; supergigante nel 1997; slalom gigante nel 2000)
  - 5 argenti (slalom gigante nel 1994; slalom gigante nel 1996; discesa libera nel 1999; discesa libera, supergigante nel 2003)
  - 6 bronzi (supergigante nel 1992; supergigante, combinata nel 1994; supergigante nel 1995; discesa libera nel 1997; supergigante nel 2000)

### Campionati austriaci juniores
- 8 medaglie[1]:
  - 2 ori (discesa libera, combinata nel 1992)
  - 3 argenti (slalom speciale nel 1991; slalom gigante, slalom speciale nel 1992)
  - 3 bronzi (discesa libera, combinata nel 1991; supergigante nel 1992)

## Statistiche
La Dorfmeister si presentò al cancelletto di partenza 319 volte in Coppa del Mondo, salendo complessivamente 64 volte sul podio, tra cui spiccano 25 primi posti.

### Podi in Coppa del Mondo
| Stagione/Specialità | Discesa libera | Discesa libera | Discesa libera | Supergigante | Supergigante | Supergigante | Slalom gigante | Slalom gigante | Slalom gigante | Combinata | Combinata | Combinata | Podi totali |
| ------------------- | -------------- | -------------- | -------------- | ------------ | ------------ | ------------ | -------------- | -------------- | -------------- | --------- | --------- | --------- | ----------- |
| Stagione/Specialità | 1º             | 2º             | 3º             | 1º           | 2º           | 3º           | 1º             | 2º             | 3º             | 1º        | 2º        | 3º        | Podi totali |
| 1992                |                |                |                |              |              |              |                |                |                |           |           |           | 0           |
| 1993                |                |                |                |              |              |              |                |                |                |           |           |           | 0           |
| 1994                |                |                |                |              |              |              |                |                |                |           |           |           | 0           |
| 1995                |                |                |                |              |              |              |                |                |                |           |           |           | 0           |
| 1996                | 1              |                |                |              |              |              |                |                | 1              |           |           |           | 2           |
| 1997                |                |                |                |              |              |              |                |                |                |           |           |           | 0           |
| 1998                |                |                |                |              |              |              |                |                |                |           |           |           | 0           |
| 1999                |                | 3              |                | 1            |              | 3            |                |                |                |           |           |           | 7           |
| 2000                |                |                | 1              | 1            |              |              | 4              | 1              | 2              |           |           |           | 9           |
| 2001                |                |                |                | 1            | 1            |              | 1              |                | 1              |           |           |           | 4           |
| 2002                | 1              | 1              | 2              | 1            |              |              | 3              |                | 1              |           |           | 1         | 10          |
| 2003                | 2              |                | 1              |              |              | 1            |                |                | 2              |           |           |           | 6           |
| 2004                |                | 2              |                |              | 2            | 3            |                | 1              |                |           |           |           | 8           |
| 2005                | 2              |                |                | 3            |              | 1            |                |                |                |           |           |           | 6           |
| 2006                | 1              | 2              | 2              | 3            | 3            | 1            |                |                |                |           |           |           | 12          |
| Totale              | 7              | 8              | 6              | 10           | 6            | 10           | 8              | 2              | 6              | 0         | 0         | 1         | 64          |
| Totale              | 21             | 21             | 21             | 26           | 26           | 26           | 16             | 16             | 16             | 1         | 1         | 1         | 64          |